# پارک ملی سرکند
پارک ملی سرکند (به لاتین: Sarkent Nature Park) یک منطقهٔ حفاظت‌شده در قرقیزستان است که در شهرستان لیلک واقع شده‌است.